# Santa Cruz de Monte Castelo
Santa Cruz de Monte Castelo è un comune del Brasile nello Stato del Paraná, parte della mesoregione del Noroeste Paranaense e della microregione di Paranavaí.